# David Namwandi
David Richard Namwandi (* 28. Februar 1954 in Okapya, Südwestafrika) ist ein namibischer Politiker der SWAPO. Er war vom 21. Februar 2013 bis 21. März 2015 im Kabinett Pohamba II Minister für Bildung. Zuvor war er seit 2010 Vizebildungsminister unter Abraham Iyambo. 
Namwandi ist Mitgründer der International University of Management (IUM) und war von 2001 bis 2010 dessen Rektor. Er hält zahlreiche Studienabschlüsse aus Afrika und Europa sowie einen MBA und Ph.D. der Asia e University aus Malaysia.
Im November 2023 wurde eine Straße in Walvis Bay nach Namwandi benannt.